# Stenocercus dumerilii
Espèce
Synonymes
- Ophryoessoides dumerilii Steindachner, 1867
- Leiocephalus dumerilii (Steindachner, 1867)

Stenocercus dumerilii est une espèce de sauriens de la famille des Tropiduridae.

## Répartition
Cette espèce est endémique du Nord du Brésil. Elle se rencontre dans le nord-est du Pará, dans le Maranhão et dans le Tocantins.

## Étymologie
Cette espèce est nommée en l'honneur d'André Marie Constant Duméril.

## Publication originale
- Steindachner, 1867 : Reise der österreichischen Fregatte Novara um die Erde in den Jahren 1857, 1858, 1859 unter den Befehlen des Commodore B. von Wüllerstorf-Urbair (1861) - Zoologischer Theil - Erste Band - Reptilien p. 1-98.